# Saritschany
Saritschany (ukrainisch Зарічани; russisch Заречаны Saretschany) ist ein Dorf in der ukrainischen Oblast Schytomyr mit etwa 2200 Einwohnern (2004).
Das 1650 unter dem Namen Psyschtsche (Псище) gegründete Dorf war zur Zeit der deutschen Besetzung der Ukraine während des Deutsch-Sowjetischen Krieges unter dem Namen Schröbelesberg Teil des deutschen Siedlungsgebietes Hegewald. Seit 1946 trägt das Dorf seinen heutigen Namen.
Saritschany liegt am rechten Ufer des Teteriw gegenüber vom Oblastzentrum Schytomyr. Östlich vom Dorf verläuft die Fernstraße M 21/ E 583.
Am 19. Juli 2016 wurde das Dorf ein Teil der Landgemeinde Stanyschiwka, bis dahin bildete es zusammen die gleichnamige Landratsgemeinde Saritschany (Зарічанська сільська рада/Saritschanska silska rada) im Zentrum des Rajons Schytomyr.